# Ginny & Georgia
Ginny & Georgia ist eine US-amerikanische Fernsehserie nach einer Idee von Sarah Lampert, die für Netflix produziert wird. Die erste Staffel wurde am 24. Februar 2021 veröffentlicht.  Im Januar 2023 erschien die zweite Staffel der Serie, im Juni 2025 wurde sie durch eine dritte Staffel verlängert. In Zukunft soll außerdem eine weitere Staffel produziert werden.

## Handlung
Die 30-jährige Georgia Miller zieht mit ihrer 15-jährigen Tochter Ginny und ihrem jüngeren Sohn Austin in eine Stadt in New England um. Sie möchte ihren beiden Kindern dort ein besseres Leben ermöglichen, als sie es selbst in ihrer Jugend hatte.

## Besetzung und Synchronisation
Die deutsche Synchronisation erstellt die Synchronfirma RRP Media UG in Berlin unter der Dialogregie von Ina Kämpfe.

### Hauptdarsteller
| Rollenname     | Schauspieler            | Hauptrolle | Synchronsprecher   |
| -------------- | ----------------------- | ---------- | ------------------ |
| Georgia Miller | Brianne Howey           | 1.01-      | Susanne Geier      |
| Georgia Miller | Nikki Roumel (Teenager) | 1.01-      | Daniela Molina     |
| Ginny Miller   | Antonia Gentry          | 1.01-      | Lydia Morgenstern  |
| Austin Miller  | Diesel La Torraca       | 1.01-      | Nikita Steinert    |
| Ellen Baker    | Jennifer Robertson      | 1.01-      | Ina Kämpfe         |
| Marcus Baker   | Felix Mallard           | 1.01-      | Maximillian Artajo |
| Maxine Baker   | Sara Waisglass          | 1.01-      | Sarah Alles        |
| Paul Randolph  | Scott Porter            | 1.01-      | Arne Stephan       |
| Joe            | Raymond Ablack          | 1.01-      | Jeremias Koschorz  |
| Hunter Chen    | Mason Temple            | 1.01-      | Oscar Räuker       |

### Nebendarsteller
| Rollenname                     | Schauspieler         | Nebenrolle        | Synchronsprecher            |
| ------------------------------ | -------------------- | ----------------- | --------------------------- |
| Abby                           | Katie Douglas        | 1.01-             | Emilia Raschewski           |
| Norah                          | Chelsea Clark        | 1.01-             | Melinda Rachfahl            |
| Nick                           | Daniel Beirne        | 1.02-             | Jannik Endemann             |
| Cynthia Fuller                 | Sabrina Grdevich     | 1.01, 1.02, 1.04- | Sonja Spuhl                 |
| Zion Miller                    | Nathan Mitchell      | 1.07-1.09         | Fabian Oscar Wien           |
| Zion Miller                    | Kyle Bary (Teenager) | 1.01-             | Max Felder                  |
| Sophie Sanchez                 | Humberly González    | 1.02-1.09         | Victoria Frenz              |
| Clint Baker                    | Chris Kenopic        | 1.02-             |                             |
| Privatdetektiv Gabriel Cordova | Alex Mallari junior  | 1.01-             | Leonhard Mahlich Tim Knauer |
| Gil Timmins                    | Aaron Ashmore        | 2.02-             | Gerrit Hamann               |

## Episodenliste

### Übersicht
| Staffel | Episodenanzahl |
| ------- | -------------- |
| 1       | 10             |
| 2       | 10             |
| 3       | 10             |

### Staffel 1
| Nr. (ges.) | Nr. (St.) | Deutscher Titel                                 | Originaltitel                             | Regie                      | Drehbuch                            |
| --- | --------- | ----------------------------------------------- | ----------------------------------------- | -------------------------- | ----------------------------------- |
| 1 | 1         | Pilotfolge                                      | Pilot                                     | Anya Adams                 | Sarah Lampert                       |
| Georgia Miller kommt nach dem Tod ihres Ehemanns mit ihrer 15-jährigen Tochter Ginny und ihrem 9-jährigen Sohn Austin in Wellsbury an. Ginny gerät an ihrem ersten Schultag dort in Konflikt mit ihrem Englischlehrer und befreundet sich mit Maxine, durch die sie Maxines Zwillingsbruder Marcus und einen anderen Jungen, Hunter Chen, kennenlernt. Später küsst Ginny Marcus, verabredet sich aber mit Hunter für ein Date. Währenddessen trifft Georgia den Cafébesitzer Joe, den Bürgermeister Paul Randolph und ihre Nachbarin Ellen, die Mutter von Maxine und Marcus. Während Ginny bei ihrem Date mit Hunter ist, rauchen ihre Mutter und Ellen Marihuana. Nach dem Date hat Ginny Sex mit Marcus. Georgia nimmt an einem Meeting mit dem Bürgermeister teil, wo sie Joe erpresst, günstiges Essen für die städtische Schule bereitzustellen, was ihr einen Job im Büro des Bürgermeisters einbringt. Flashbacks in der Folge zeigen, wie Georgia als Teenager misshandelt wird, wie sie mit Ginny schwanger wird und wie sie den Smoothie ihres Ehemanns vergiftet. |           |                                                 |                                           |                            |                                     |
| 2 | 2         | Es ist ein Gesicht, keine Maske                 | It's a Face Not a Mask                    | Anya Adams                 | Sarah Lampert & Debra J. Fisher     |
| 3 | 3         | Abgehobener Reiche-Leute-Scheiß                 | Next Level Rich People Shit               | Renuka Jeyapalan           | David Monahan & Danielle Hoover     |
| 4 | 4         | Lydia Bennett is hundertpro eine Feministin     | Lydia Bennett is Hundo a Feminist         | Renuka Jeyapalan           | Tawnya Bhattacharya & Ali Laventhol |
| 5 | 5         | Buh, Bitch                                      | Boo, Bitch                                | Sudz Sutherland            | Mike Gauyo & Briana Belser          |
| 6 | 6         | Ich bin getriggert                              | I'm Triggered                             | Sudz Sutherland            | Danielle Hoover & David Monahan     |
| 7 | 7         | Glückwunsch zum 16., Zicklein                   | Happy Sweet Sixteen, Jerk                 | Aleysa Young               | Ali Laventhol & Tawnya Bhattacharya |
| Ginny feiert ihren 16. Geburtstag. Paul nimmt an einer Bürgermeisterdebatte mit seiner Konkurrentin um das Amt, Cynthia, teil. Georgia arrangiert eine Übernachtungspary mit Ginnys Freundinnen, damit sie die Party überwachen kann. Diese schleichen sich aber zum Haus von Maxine, um dort feiern zu können, da ihre Eltern nicht zuhause sind. Georgia entdeckt das und meldet sie bei der Polizei. Paul holt Ginny von der Polizeiwache ab, während Georgia Flashbacks bekommt, in den gezeigt wird, wie sie selbst verhaftet wurde und fast das Sorgerecht für Ginny verloren hätte. Als Ginny wieder zu Hause ist, erzählt Georgia ihr, wie ihr Stiefvater sie misshandelt hat. Austin darf wieder zur Schule gehen, verliert aber am Eingang die Nerven und läuft weg. |           |                                                 |                                           |                            |                                     |
| 8 | 8         | Kreuze was an: Sonstige                         | Check One, Check Other                    | Aleysa Young               | Briana Belser & Mike Gauyo          |
| 9 | 9         | Gefühle sind schwer                             | Feelings Are Hard                         | Catalina Aguilar-Mastretta | Danielle Hoover & David Monahan     |
| 10 | 10        | Das ist der größte Verrat seit Jordan and Kylie | The Worst Betrayal Since Jordyn and Kylie | Catalina Aguilar-Mastretta | Debra J. Fisher & Sarah Lampert     |
| Georgia und Paul geben gemeinsam mit Georgias Kindern ein Interview zur bevorstehenden Bürgermeisterwahl. Da Maxine herausgefunden hat, dass Ginny mit Marcus geschlafen hat, sprechen ihre Freundinnen nicht mehr mit Ginny. Cynthia bezichtigt Georgia der Veruntreuung von städtischen Geldern, was jedoch widerlegt wird. Georgia stellt Cynthia später als verrückt dar. Während der Premiere von Maxines Musical erfolgt eine Aussprache zwischen Ginny, Maxine, Hunter und Marcus. Später erzählt Maxine ihrer Mutter, dass Marcus mit Ginny geschlafen hat, worauf diese dies Georgia erzählt. Als Ellen herausfindet, dass Georgia dies bereits ahnte, kommt es zum Streit zwischen beiden. Ginny erpresst am Wahltag ihren Englischlehrer, ihr ein Empfehlungsschreiben für ein College zu schreiben und fährt daraufhin mit Austin aus Wellsbury. Währenddessen feiern Georgia und Paul seinen Wahlsieg. |           |                                                 |                                           |                            |                                     |

### Staffel 2
| Nr. (ges.) | Nr. (St.) | Deutscher Titel                                                          | Originaltitel                                                      | Regie              | Drehbuch                        |
| ---------- | --------- | ------------------------------------------------------------------------ | ------------------------------------------------------------------ | ------------------ | ------------------------------- |
| 11         | 1         | Willkommen zurück, Bitches!                                              | Welcome Back, Bitches!                                             | James Genn         | Sarah Lampert & Debra J. Fisher |
| 12         | 2         | Warum muss eigentlich alles so furchtbar sein die ganze Zeit, für immer? | Why Does Everything Have to Be So Terrible, All the Time, Forever? | James Genn         | Danielle Hoover & David Monahan |
| 13         | 3         | Womit spielst du hier, kleine Göre?                                      | What Are You Playing at, Little Girl?                              | Audrey Cummings    | Mike Gauyo                      |
| 14         | 4         | Zu meinem Geburtstag alles Gute für euch                                 | Happy My Birthday to You                                           | Audrey Cummings    | Anil K. Foreman                 |
| 15         | 5         | Diese Latkes sind geil                                                   | Latkes Are Lit                                                     | Danishka Esterhazy | Kale Futterman                  |
| 16         | 6         | Ein sehr fröhliches Ginny-und-Georgia-Weihnachtsspecial                  | A Very Merry Ginny & Georgia Christmas Special                     | Danishka Esterhazy | Angela Nissel                   |
| 17         | 7         | Lass dir von uns ein Ständchen gefallen                                  | We're Going to Serenade the Sh*t Out of You                        | Sharon Lewis       | Danielle Hoover & David Monahan |
| 18         | 8         | Horcht! Die Dunkelheit bricht an                                         | Hark! Darkness Descends!                                           | Aleysa Young       | Briana Belser & Mike Gauyo      |
| 19         | 9         | Ich bringe Gil um                                                        | Kill Gil                                                           | Rose Troche        | Sarah Lampert & Debra J. Fisher |
| 20         | 10        | Ich bin nicht Cinderella                                                 | I'm No Cinderella                                                  | Rose Troche        | Sarah Lampert & Debra J. Fisher |

## Produktion
Am 13. August 2019 wurde bekannt gegeben, dass Netflix der Produktion einen Serienauftrag für eine erste Staffel mit zehn Folgen erteilt hatte. Die Serienidee kam von Sarah Lampert, als Showrunner wurde Debra J. Fisher bekannt gegeben. Weitere ausführende Produzenten sind Anya Adams, Jeff Tahler, Jenny Daly, Holly Hines und Dan March. Am 24. Februar 2021 wurde die Serie veröffentlicht. Am 19. April 2021 wurde bekanntgegeben, dass es eine zweite Staffel geben wird. Diese wurde am 5. Januar 2023 veröffentlicht.
Gleichzeitig mit der Bekanntgabe des Serienauftrags wurden die Hauptdarsteller bekanntgegeben. Da mit Chris Kenopic ein gehörloser Schauspieler Ellen Bakers Ehemann Clint spielt, mussten Jennifer Robertson, Felix Mellard und Sara Waisglass American Sign Language lernen. Am 28. Januar 2022 wurde bekanntgegeben, dass Aaron Ashmore eine Rolle in der zweiten Staffel übernimmt.
Die Dreharbeiten für die erste Staffel fanden zwischen dem 14. August 2019 und dem 10. Dezember 2019 in Toronto und Cobourg statt. Die zweite Staffel wurde zwischen dem 29. November 2021 und dem 8. April 2022 gedreht.

## Rezeption
Bei Rotten Tomatoes erreicht die Serie einen Score von 68 % auf der Basis von 31 Bewertungen.
Alisha Mendgen kritisiert für RND.de, dass die düsteren Seiten der Serie nicht zum bunten „Wellsbury-New-England-Bild“ passten und andere Serien diesen Spagat besser meisterten. Zudem versuche die Serie „krampfhaft einen modernen Teenageralltag darzustellen, in dem es um Themen wie Rassismus geht“. Das werde deutlich, „als sich Ginny mit ihrem asiatisch-amerikanischen Freund Hunter darüber streitet, wer mehr Rassismus erlebt.“ Anstatt diese Möglichkeit für eine sinnvolle Auseinandersetzung mit dem Thema zu nutzen, verfalle die Serie in einen Dialog, der an einen Twitter-Streit erinnere.
Fabian Soethof sieht die Serie im Musikexpress positiver. Seiner Meinung nach gebe sich die Serie zunächst oberflächlich „wie eine Highschool-Coming-of-Age-Serie über augenscheinlich privilegierte Vorstadtteenies, in der sich die Dramen im Kleineren, Gewöhnlicheren abspielen“. Auf den zweiten Blick offenbare die Serie allerdings eine bis dahin ungeahnte Tiefe: „Der Eindruck einer Komödie ist wie weggeblasen, in den weiteren neun Folgen verfolgen wir eine waschechte Dramedy“.
Die Sängerin Taylor Swift und Teile der US-amerikanischen Öffentlichkeit kritisierten die Serie für das Zitat „Was kümmert es dich? Du wechselst die Männer schneller als Taylor Swift.“, welches in der letzten Folge der ersten Staffel geäußert wurde. Sie sagte, dass diese Aussage „schwach“ und  „zutiefst sexistisch“ sei.